# Andrij Dykan
Andrij Oleksandrowytsch Dykan (ukrainisch Андрій Олександрович Дикань; russisch Андрей Александрович Дикань; * 16. Juli 1977 in Charkow, Ukrainische SSR) ist ein ehemaliger ukrainischer Fußballtorwart.

## Karriere

### Verein
Andrij Dykan begann seine Karriere bei kleineren Clubs in Ukraine, bis er ein Angebot aus der russischen 2. Liga bekam, dort schoss er auch regelmäßig Strafstöße. Im Jahre 2004 wechselte Dykan zu FK Kuban Krasnodar, wo er auch Stammspieler war bis zu einer Verletzung; er verlor sein Stammplatz und ging zurück zur Ukraine zur Tawrija Simferopol. Im Januar verließ er Tawrija, und wechselte zum Terek Grosny. Seine herausragenden Leistungen in der ersten Hälfte des Jahres 2010 brachte ihm ein Angebot aus Spartak Moskau. Im August 2010 unterzeichnete Dykan einen Vertrag bei Spartak Moskau. 2016 beendete er seine aktive Karriere bei FK Krasnodar.

### Nationalmannschaft
Andrij Dykan spielte für die Ukraine in acht Freundschaftsspielen von 2010 bis 2012. Wegen schwerer Kopfverletzungen, die sich Dykan in einem Ligaspiel gegen Zenit Sankt Petersburg am 31. März 2012 zuzog, musste der Torhüter die Fußball-Europameisterschaft 2012 im eigenen Land verpassen.